# Quique
Quique ist ein männlicher Vorname.

## Herkunft und Bedeutung
Quique ist eine Kurzform des spanischen, männlichen Vornamens Enrique, zur Bedeutung siehe Heinrich.

## Namensträger
- Quique Álvarez (* 1975), spanischer Fußballspieler
- Quique Dacosta (* 1972), spanischer Koch
- Quique Neira (Enrique Neira Leiva; * 1973), chilenischer Musiker
- Quique Sánchez Flores (Enrique Sánchez Flores; * 1965), spanischer Fußballspieler und -trainer
- Quique Setién (* 1958), spanischer Fußballspieler und -trainer
- Quique Sinesi (* 1960), argentinischer Gitarrist